# Denis Nicolas
Denis Nicolas (Aspelare, 7 oktober 1910 – Londerzeel, 23 mei 1992) was een Belgisch componist, dirigent en trombonist.

## Levensloop
Nicolas kreeg al in jonge jaren muziekles van zijn vader. Hij werd in Londerzeel lid van de Koninklijke Fanfare "Sint-Cecilia", Londerzeel (Centrum). In 1928 begon hij zijn studie aan het Koninklijk Conservatorium te Brussel. Hij studeerde bij Estévan Dax (trombone en tuba), Jean Strauwen (solfège). Vervolgens studeerde hij privé verder bij Jean Strauwen en Jos Moerenhout voor harmonie, contrapunt, fuga en orkestratie. 
In 1933 werd hij trombonist in de militaire muziekkapel van het 8e Linieregiment. Na de Tweede Wereldoorlog bleef hij bij het Belgische militair in Duitsland. In 1951 kwam hij naar Antwerpen terug en slaagde in 1952 voor het examen van militair onderkapelmeester. Hij werd lid van de 16e Infanteriedivisie. In 1987 ging hij met pensioen. 
Nicolas was in de amateuristische muziekbeoefening werkzaam en als dirigent verbonden aan de Katholieke Koninklijke Harmonie "Kunst en Vreugd", Beveren (1954-1978), de Koninklijke Fanfare Takjes worden Bomen Schilde, de Koninklijke Fanfare St.-Amelberga Zandhoven en de Koninklijke Harmonie "De Katholieke Gilde", Asse (1965-1979). Door de verhoging van het muzikale peil van de door hem gedirigeerde blaasorkesten konden verbeteringen in de klasseringen van de federatie bereikt worden.
Ook als componist van werken voor harmonie- en fanfareorkest had hij succes. Zo behaalde hij in 1961 in de compositiewedstrijd van het Duitse Volksmuziekverbond met zijn werk Feest Serenade een 3e prijs. 

## Composities
- 1961 Feest Serenade
- 1962 Bayard
- Alpina
- Amphora
- Erasmus
- Hernes
- Horse Parade
- Kamina (officiële mars van de militaire basis Kamina in het toenmalige Belgisch-Kongo)
- Kracht en moed
- Lipsius
- Marina
- Patricia
- Sint Antonius, processiemars
- Sint Christophore, processiemars
- The Solidaire